# Заліщицький округ
Заліщицький округ (крайс, циркул) — адміністративна одиниця Королівства Галичини та Володимирії у складі Габсбурзької імперії.

## Коротка історія

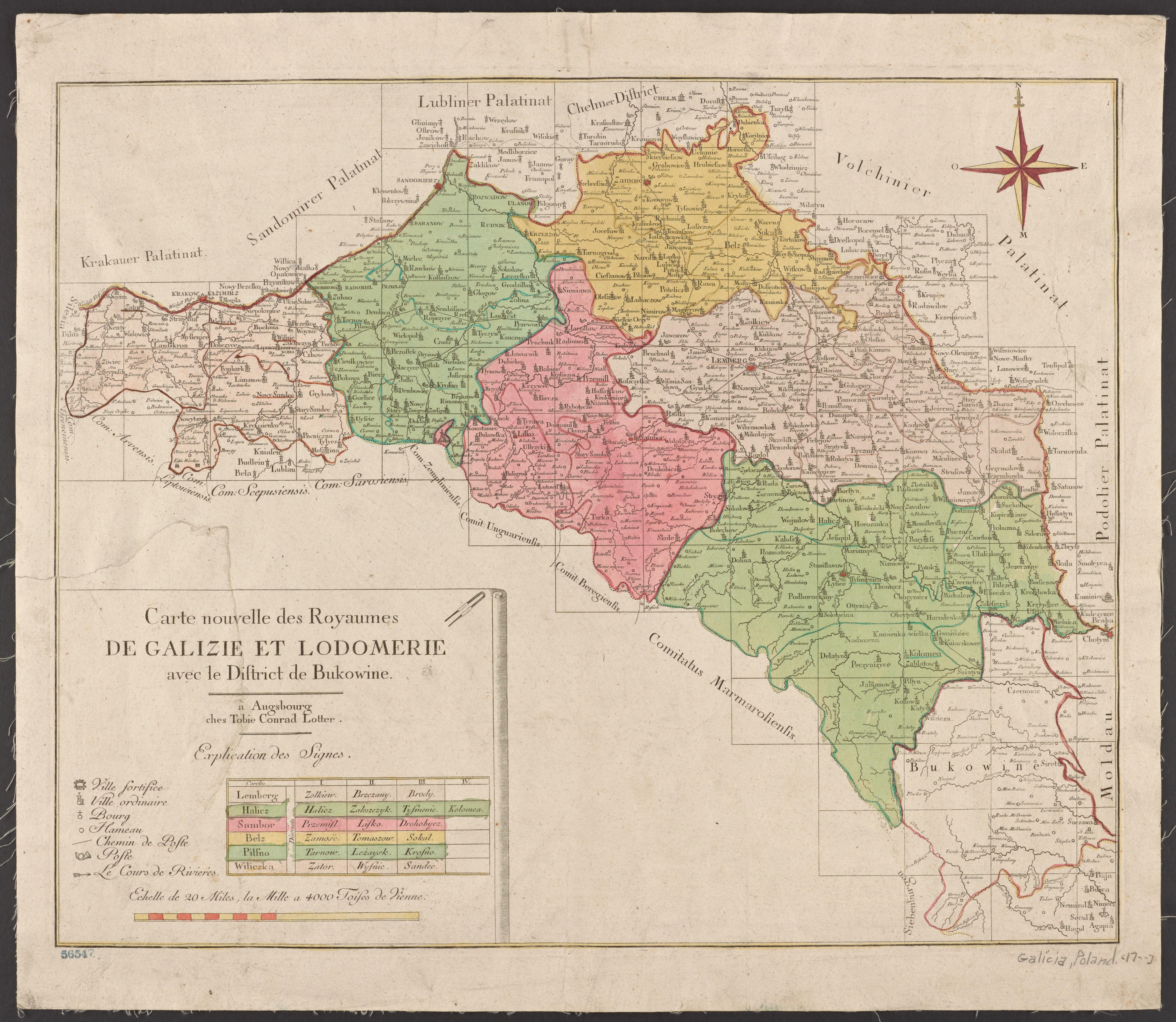
Адміністративний поділ Королівства Галичини та Володимирії у 1777—1782 роках

Утворений, за одними даними, у 1775 році.
Галицька придворна канцелярія 2 вересня 1780 року видала декрет, за яким губернатор Галичини мав провести новий адміністративний поділ краю. Устрій Галичини мав бути ідентичним існуючому в решті провінцій Габсбурзької (Австрійської) монархії. 22 березня 1782 року імператриця Марія Терезія видала патент, який ліквідовував дистрикти. Вся територія монархії ділилась, зокрема, на губернії, які, в свою чергу, мали основні адміністративні субодиниці — округи, котрі складались з доміній.
У 1811 році новоутворений Коломийський округ включив до свого складу, зокрема, частину колишнього Заліщицького.